# Amazake-babaa

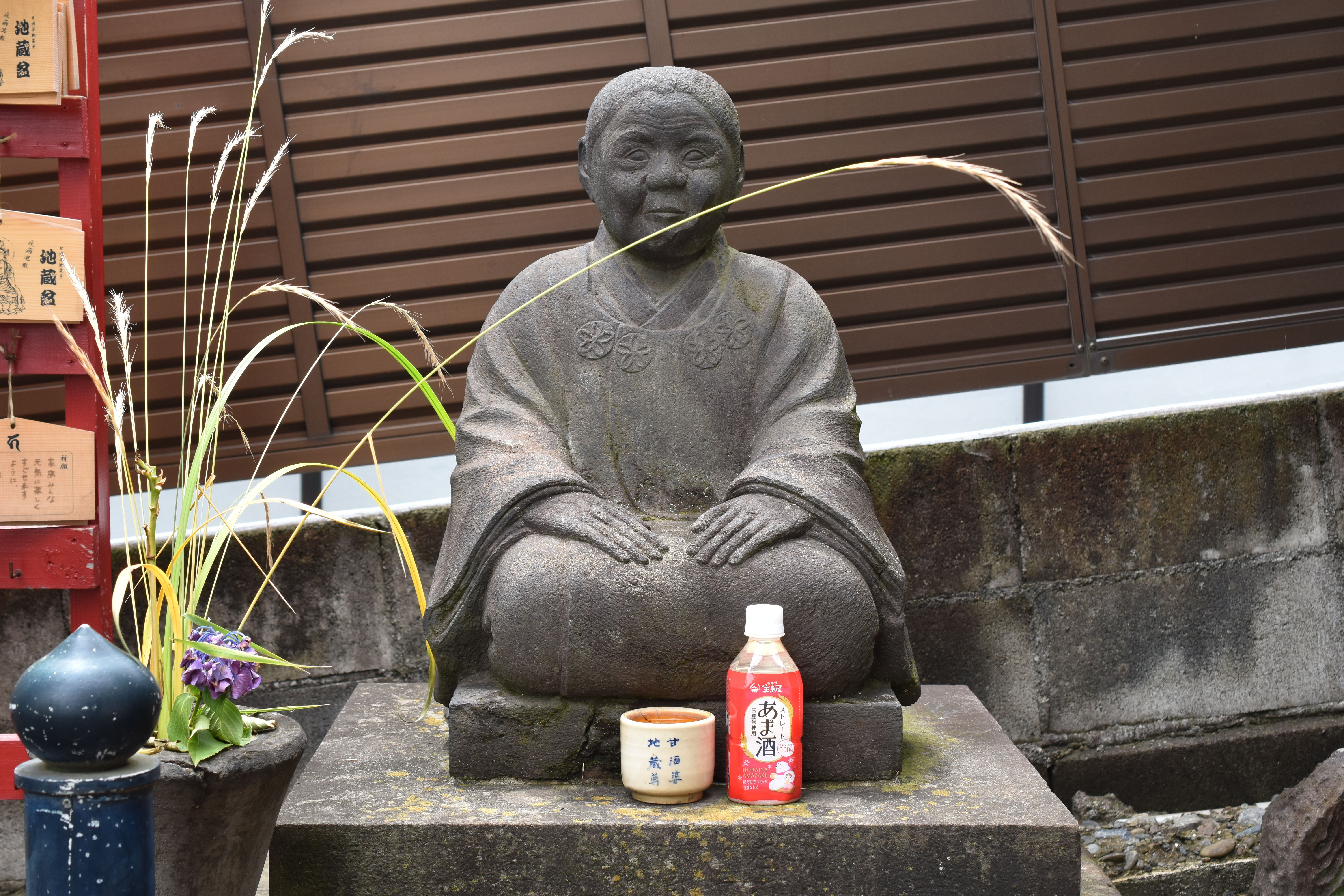
Statue représentant l'Amazake-Babaa.

Amazake-Babaa (甘酒婆, , trad. « vieille sorcière amazake ») est un démon du folklore japonais. Elle apparait sous la forme d'une vieille femme, frappe aux portes des maisons la nuit et demande avec une voix d'enfant de l'amazake. Si les personnes présentes dans la maison ne répondent pas, elles tombent malades.

## Sources
- (en) « Liste des démons japonais sur le site Inuyasha: a feudal fairy tale »(Archive.org • Wikiwix • Archive.is • Google • Que faire ?)